# Samostan sv. Franje Asiškog u Zadru
Samostan sv. Franje Asiškog u Zadru, kao i crkva sv. Frane, podignut je oko 1221. Crkvu je posvetio 12. listopada 1282. nadbiskup Lovro Periandar. Samostan je kroz svoju bogatu višestoljetnu prošlost bio žarište duhovnog života u gradu Zadru. Imao je i Visoko franjevačko učilište. Vrlo je bogata njegova pinakoteka te zbirka kodeksa i pergamena. U njemu je svoju prvu redovničku formaciju dobio Blaženi Jakov Zadranin (1400. – 1485.), koji je umro na glasu svetosti u gradu Bitettu u južnoj Italiji.
Crkva i samostan nalaze se na zapadnom kraju grada. Crkva sv. Frane je ujedno i najstarija dalmatinska gotička crkva. Unutrašnjost je jednostavna. Iz kora se ulazi u sakristiju. Iza glavnog oltara crkve iz 1672. godine nalazi se nekadašnje svetište i u njemu korska sjedala bogato ukrašena rezbarijama u stilu cvjetne gotike iz 1394. godine, rad Gaicoma da Borga Sansepolcra. 
Sakristija, koja se nastavlja na kor, vrlo je važna za hrvatsku povijest, jer je u njoj 1358. godine sklopljen Zadarski mir između Mletačke Republike i ugarsko-hrvatskog kralja Ludovika Anžuvinca, kojim su se Mlečani odrekli svojih pretenzija na Dalmaciju. 

## Vanjske poveznice
|  | Zajednički poslužitelj ima još gradiva o temi Samostan sv. Franje Asiškog u Zadru |